# Винкс (4. сезона)
Четврта сезона анимиране телевизијске серије Винкс се емитовала од 15. априла до 13. новембра 2009, која се састоји од 26 епизода. Серију је створио Иђинио Страфи, оснивач студија анимације Rainbow. Сезона је имала премијеру 12. фебруара 2010. на каналу Happy у Србији и касније се емитовала на каналу Кошава. Дистрибутер је предузеће Blue House и прву синхронизацију је радио студио Blue House, а другу синхронизацију је радио студио Облакодер. Сезона нема DVD издања на српском.
Сезона се дешава годину дана након догађаја из претходне сезоне и дугометражног филма Магија Винкс: Тајна изгубљеног краљевства. Винкс виле путују на Земљу како би заштитиле последњу земаљску вилу од четири чаробњака црног круга. Такође развијају своје магичне моћи у Беливикс.
Током 2011, америчко предузеће Viacom постало је сувласник студија Rainbow и канал предузећа Viacom, Nickelodeon, почео је продуцирати оживљену серију Винкс. Пре емитовања епизода које је продуцирао Nick, Nickelodeon С.А.Д је емитовао четврту сезону од 6. маја до 29. јула 2012. под називом Винкс: Моћ Беливикса.

## Радња
У четвртој сезони, Винкс су завршиле своје школовање и сада су постале професорке које подучавају младе виле. Суочавају се са ловцима на виле, Чаробњацима црног круга, који су ухватили све земаљске виле и у потрази су за последњом. Долазе у Алфеу, јер мисле да је последња земаљска вила Блум, али онда сазнају да су погрешили јер Блумино порекло заправо није са Земље. Професорка Фарагонда говори Винкс о Беливиксу, новој трансформацији коју виле достижу после Енчантикса. Такође их шаље у мисију на Земљу, да нађу последњу земаљску вилу и да је заштите од Чаробњака црног круга. Винкс прво одлазе у Пикси село, где сазнају да се последња земаљска вила налази у Гарденији, Блумином родном месту. Винкс тамо отварају свој пет шоп „Лав енд Пет“ (Љубав и љубимци) и оснивају свој рок бенд предвођен Мјузом. Упознају и последњу Земаљску вилу, Рокси, која је вила животиња. Захваљујући томе што су успеле да убеде људе да верују у магију, добиле су свој Беливикс, уз кога су добиле и специјална крила за брзину, телепортацију, магични траг: Спидикс, Трасикс и Зумикс. Касније су добиле два дара од етеричних вила: Софикс, способност да се повежу са природом и Ловикс, да контролишу моћи леда комбиноване са својим моћима. Добијају и трећи дар судбине помоћу кога могу да спасе особу која је умрла. Када је Набу умро када је затворио портал кога су отворили Чаробњаци црног круга, Лејла је хтела да га спасе, али је Огрон протраћио дар етеричних вила да оживи увенули цвет. Винкс, заједно са Рокси и земаљском вилом Небјулом, уништавају Чаробњаке црног круга у Омега димензији.

## Улоге
| Име лика                 | Глумац (Блу хаус)   | Глумац (Облакодер)     |
| Винкс                    | Винкс               | Винкс                  |
| ------------------------ | ------------------- | ---------------------- |
| Блум                     | Александра Цуцић    | Маја Николић           |
| Стела                    | Мина Лазаревић      | Ана Марија Стаменковић |
| Флора                    | Александра Цуцић    | Ивона Рамбосек         |
| Мјуза                    | Снежана Нешковић    | Ђурђина Радић          |
| Техна                    | Наташа Балог        | Нина Перишић           |
| Лејла                    | Наташа Балог        | Драгана Кураица        |
| Рокси                    | Снежана Нешковић    | Снежана Нешковић       |
| Зликовци                 |                     |                        |
| Огрон                    | Драган Вујић        | Александар Кецман      |
| Анаган                   | Марко Марковић      | Стеван Здравић         |
| Гантлос                  | Небојша Миловановић | Славиша Репац          |
| Думан                    | Небојша Миловановић | Иван Благојевић        |
| Мајстори магије          |                     |                        |
| Скај                     | Милан Антонић       | Стеван Шербеџија       |
| Брендон                  | Марко Марковић      | Дејан Дедић            |
| Хилио                    | Драган Вујић        | Стеван Здравић         |
| Ривен                    | Небојша Миловановић | Никола Ранђеловић      |
| Тими                     | Милан Антонић       | Александар Кецман      |
| Набу                     | Марко Марковић      | Душан Мајкић           |
| Алфеа                    |                     |                        |
| Фарагонда                | Александра Цуцић    | Тамара Белошевић       |
| Гризелда                 | Мина Лазаревић      | Александра Белошевић   |
| Визгиз                   | Милан Антонић       | Владимир Тешовић       |
| Паладијум                | Небојша Миловановић | Предраг Ђорђевић       |
| Амарил                   | Александра Цуцић    | Марија Жеравица        |
| Алис                     | Наташа Балог        | Ђурђица Вали           |
| Породице                 |                     |                        |
| Мајк                     | Небојша Миловановић | Данило Михајловић      |
| Ванеса                   | Снежана Нешковић    | Ђурђина Радић          |
| Ерендор                  | Милан Антонић       | Предраг Ђорђевић       |
| Клаус                    | Марко Марковић      | Милош Лаловић          |
| Арту                     | Милан Антонић       | Лука Радосављевић      |
| Кико                     | непознато           | Ђурђица Вали           |
| Земаљске виле            |                     |                        |
| Моргана                  | Наташа Балог        | Милица Јанкетић        |
| Небула                   | Александра Цуцић    | Тања Живковић          |
| Дајана                   | Мина Лазаревић      | Александра Белошевић   |
| Аурора                   | Мина Лазаревић      | Снежана Кнежевић       |
| Сибила                   | Снежана Нешковић    | Мирјана Требињац       |
| Пиксији                  |                     |                        |
| Локит                    | Наташа Балог        | Ивона Рамбосек         |
| Аморе                    | Наташа Балог        | Ана Марија Стаменковић |
| Чата                     | Мина Лазаревић      | Ђурђина Радић          |
| Тјун                     | Снежана Нешковић    | Ђурђина Радић          |
| Диџит                    | Наташа Балог        | Нина Перишић           |
| Пиф                      | Оригиналан глас     | Драгана Кураица        |
| Нинфеа                   | Наташа Балог        | Ђурђица Вали           |
| Вилински љубимци         |                     |                        |
| Бел                      | нема дијалога       | нема дијалога          |
| Џинџер                   | нема дијалога       | нема дијалога          |
| Коко                     | нема дијалога       | нема дијалога          |
| Пепе                     | нема дијалога       | нема дијалога          |
| Чико                     | нема дијалога       | нема дијалога          |
| Мили                     | нема дијалога       | нема дијалога          |
| Сирене                   |                     |                        |
| Коралија                 | Мина Лазаревић      | Наталија Гајић         |
| Таласија                 | нема дијалога       | Наталија Гајић         |
| Неример                  | Наташа Балог        | Марија Жеравица        |
| Гарденија                |                     |                        |
| Мици                     | Мина Лазаревић      | Анита Стојадиновић     |
| Дарма                    | Наташа Балог        | Ђурђина Радић          |
| Сали                     | Александра Цуцић    | непознато              |
| Енди                     | Марко Марковић      | Матија Живковић        |
| Марк                     | Марко Марковић      | непознато              |
| Рио                      | Милан Антонић       | непознато              |
| Џејсон Квин              | Милан Антонић       | Мирко Јокић            |
| Елена                    | Снежана Нешковић    | Ђурђица Вали           |
| Еленина мајка            | Мина Лазаревић      | Анита Стојадиновић     |
| Г. Руни                  | Драган Вујић        | Мирко Јокић            |
| Продавац поткровља       | Марко Марковић      | Владимир Тешовић       |
| Г. Батсон                | непознато           | непознато              |
| Гђа Мартинез             | непознато           | непознато              |
| Настер                   | Небојша Миловановић | непознато              |
| Остали                   |                     |                        |
| Плава етерична вила      | Снежана Нешковић    | Наталија Гајић         |
| Зелена етерична вила     | Наташа Балог        | Наталија Гајић         |
| Наранџаста етерична вила | Мина Лазаревић      | Наталија Гајић         |
| Поглавица                | Драган Вујић        | Владан Милић           |

## Списак епизода
| Бр. еп. (укупно) | Бр. еп. (у сезони) | Наслов                 | Датум емитовања у Италији | Датум емитовања у Америци () |
| ---------------- | ------------------ | ---------------------- | ------------------------- | ---------------------------- |
| 79               | 1                  | Ловци на виле          | 15. април 2009.           | 6. мај 2012.                 |
| 80               | 2                  | Дрво живота            | 17. април 2009.           | 6. мај 2012.                 |
| 81               | 3                  | Последња Земаљска вила | 20. април 2009.           | 13. мај 2012.                |
| 82               | 4                  | Вилински пет шоп       | 22. април 2009.           | 13. мај 2012.                |
| 83               | 5                  | Мицин поклон           | 24. април 2009.           | 20. мај 2012.                |
| 84               | 6                  | Вила у опасности       | 27. април 2009.           | 20. мај 2012.                |
| 85               | 7                  | Винкс и моћи Биливикса | 29. април 2009.           | 27. мај 2012.                |
| 86               | 8                  | Бели круг              | 1. мај 2009.              | 27. мај 2012.                |
| 87               | 9                  | Небјула                | 4. мај 2009.              | 3. јун 2012.                 |
| 88               | 10                 | Мјузина песма          | 6. мај 2009.              | 3. јун 2012.                 |
| 89               | 11                 | Винкс клуб заувек      | 8. мај 2009.              | 10. јун 2012.                |
| 90               | 12                 | Тата, ја сам вила!     | 11. мај 2009.             | 10. јун 2012.                |
| 91               | 13                 | Напад чаробњака        | 13. мај 2009.             | 12. јун 2012.                |
| 92               | 14                 | 7: Савршен број        | 14. октобар 2009.         | 17 June 2012                 |
| 93               | 15                 | Часови магије          | 16. октобар 2009.         | 24. јун 2012.                |
| 94               | 16                 | Бег из стварности      | 19. октобар 2009.         | 24. јун 2012.                |
| 95               | 17                 | Магично острво         | 21. октобар 2009.         | 1. јул 2012.                 |
| 96               | 18                 | Гнев природе           | 26. октобар 2009.         | 1. јул 2012.                 |
| 97               | 19                 | У Дијанином краљевству | 28. октобар 2009.         | 8. јул 2012.                 |
| 98               | 20                 | Дарови судбине         | 30. октобар 2009.         | 8. јул 2012.                 |
| 99               | 21                 | Сибилина пећина        | 2. новембар 2009.         | 15. јул 2012.                |
| 100              | 22                 | Ледена кула            | 6. новембар 2009.         | 15. јул 2012.                |
| 101              | 23                 | Блумина борба          | 6. новембар 2009.         | 22. јул 2012.                |
| 102              | 24                 | Дан за правду          | 9. новембар 2009.         | 22. јул 2012.                |
| 103              | 25                 | Морганина тајна        | 11. новембар 2009.        | 29. јул 2012.                |
| 104              | 26                 | Лед и ватра            | 13. новембар 2009.        | 29. јул 2012.                |